# Parthenina alesii
Parthenina alesii is een slakkensoort uit de familie van de Pyramidellidae. De wetenschappelijke naam van de soort is voor het eerst geldig gepubliceerd in 2012 door Micali, Nofroni & Perna.